# Jacek Mikołajczak
Jacek Mikołajczak (ur. 2 grudnia 1960 w Mysłowicach) – polski lektor oraz aktor teatralny, filmowy, telewizyjny i dubbingowy.
Jest absolwentem wrocławskiego wydziału Państwowej Wyższej Szkoły Teatralnej (1983).

## Aktor
- 1988–1991: Pogranicze w ogniu – porucznik Ruffel z niemieckiego wywiadu
- 1989: Nocny gość – François Villon
- 1993: Powrót
- 1995: Pestka – współpracownik Borysa
- 1996: Trzy cylindry (Teatr Telewizji) – Dionizy
- 1999: Na koniec świata – Jan
- 2003: Złotopolscy – mecenas Pług – Pługowski (niektóre odcinki)
- 2003: Na Wspólnej – lekarz
- 2005–2007: Plebania – celnik Marek
- 2007: Kryminalni – Dominik Gałecki (odc. 82)
- 2007: Ekipa – Karol Mołdysz
- 2008–2011: Barwy szczęścia – Rafał Gordon
- 2009: Popiełuszko. Wolność jest w nas – ksiądz Jerzy Osiński
- 2009, 2011–2013: Czas honoru – doktor Otto Kirchner
- 2010: Na dobre i na złe – Majsterek (odc. 404)
- 2013–2014: Prawo Agaty – sędzia (odc. 30, 47 i 62)
- 2014: Komisarz Alex – Adam Zasławski, prezes wydawnictwa (odc. 58)
- 2015: Strażacy – nadbrygadier B. Borycki
- 2019: Pierwsza miłość – Wiktor Wagner, Hindus, mąż Teresy Żukowskiej
- 2020: Osiecka – Jan Frykowski, ojciec Wojciecha

## Polski dubbing

### Filmy fabularne i seriale telewizyjne
- 1960–1966: Flintstonowie
- 1976–1978: Scooby Doo
- 1984–1985: Tęczowa kraina
- 1985: 13 demonów Scooby Doo
- 1987: Scooby Doo i bracia Boo
- 1992–1999: Niegrzeczni faceci – Gary
- 1992: Tom i Jerry: Wielka ucieczka – Lickboot
- 1994–1996: Fantastyczna Czwórka – Ben Grimm / Stwór
- 1994–1998: Spider-Man – Mściciel
- 1996–1997: Incredible Hulk – Bruce Banner / Hulk / Szary Hulk
- 1996–2000: Superman –
  - Dziwarro (Bizarro),
  - Bibbo Bibbowski,
  - John Henry Irons/Steel,
  - Kalibak
- 1997: Księżniczka Sissi
- 1997: Myszorki na prerii – Kiciuś
- 1998: Eerie, Indiana: Inny wymiar
- 1998: Rudolf czerwononosy renifer – Śmiałek (śpiew)
- 1998: Przygody Kuby Guzika
- 1999–2001: Batman przyszłości
- 2000–2003: X-Men: Ewolucja – Magneto
- 2000: Nowe szaty króla – Kronk
- 2001: W pustyni i w puszczy
- 2001: Atlantyda. Zaginiony ląd – Słodki
- 2002–2005: Co nowego u Scooby’ego?
- 2002: Kim Kolwiek – Hugo
- 2002: Gwiezdne wojny: część II – Atak klonów – Kapitan Typho
- 2002: Dzika rodzinka
- 2002: Planeta skarbów
- 2003–2005: Gwiezdne wojny: Wojny klonów – Kapitan Typho
- 2003–2005: Kaczor Dodgers
- 2003: Księga dżungli 2
- 2004: Magiczny kamień – Albert Drollinger
- 2004: Rogate ranczo – Patrick
- 2005: Gwiezdne wojny: część III – Zemsta Sithów – Kapitan Typho
- 2005–2008: Ben 10 – Diamentogłowy, Volcanus (odc. Galaktyczni Obrońcy), Enoch – Przywódca „Organizacji” (odc. 36, 40), jeden z więźniów (odc. 37), Lorens Wainwright (odc. 44), spiker (odc. 45)
- 2005: Nowe szaty króla 2 – Kronk
- 2006: Sezon na misia – Ian
- 2006: Nowa szkoła króla – Kronk
- 2007: Ben 10: Tajemnica Omnitrixa – Tetrax (w trzeciej części filmu)
- 2007: Ben 10: Wyścig z czasem – Diamentogłowy
- 2008: WALL·E – AUTO
- 2009: Podniebny pościg – Agent Armstrong
- 2010: Piekło Dantego – Lucyfer
- 2013: Hobbit: Pustkowie Smauga – Smaug
- 2014: Hobbit: Bitwa Pięciu Armii – Smaug
- 2019: Jakub, Mimmi i gadające psy –
  - Boss,
  - Ringo,
  - Paul,
  - gadające psy,
  - policjant #2,
  - robotnik #1,
  - robotnik #4,
  - mechanik,
  - złomiarz #2,
  - bilboardziarz,
  - głos w tramwaju,
  - TV,
  - gwary

### Gry komputerowe
- 1998: Knights and Merchants – lektor
- 2001: Baldur’s Gate II: Tron Bhaala – różne głosy
- 2001: Gothic – Bezimienny
- 2002: Gothic II – Bezimienny
- 2003: Warcraft III: The Frozen Throne – różne głosy
- 2003: Gothic II: Noc Kruka – Bezimienny
- 2004: Świątynia pierwotnego zła – różne głosy
- 2006: Gothic 3 – Bezimienny
- 2006: Heroes of Might and Magic V
- 2007: Wiedźmin – Azar Javed, Drwal, Piekarz, głosy najemników
- 2008: Assassin’s Creed – różne głosy
- 2008: Mass Effect – Saren, ambasador Udina
- 2008: Age of Conan: Hyborian Adventures
- 2008: Fallout 3
- 2008: Gothic 3: Zmierzch bogów – Bezimienny
- 2009: Dragon Age: Początek – Riordan, właściciel karczmy
- 2010: Mass Effect 2 – Prazza, Urdnot Wreav, ambasador Udina, bosman Gardner
- 2010: StarCraft II: Wings of Liberty – Tychus Findlay
- 2010: Arcania – król Rhobar III
- 2010: Dragon Age: Początek – Przebudzenie – Herold Matki / Bran
- 2011: 1812: Serce Zimy – Kościej
- 2011: The Elder Scrolls V: Skyrim – Kodlak Białowłosy
- 2012: Arcania: Upadek Setarrif – król Rhobar III,
- 2012: Risen 2: Mroczne wody – Komendant Carlos, Franco, Vasco, Strażnik w Puerto Issabella
- 2012: Diablo III – archanioł Imperius
- 2014: Hearthstone: Heroes of Warcraft – Gul’dan Czarnoksiężnik, Czarny Rycerz
- 2015: Wiedźmin 3: Dziki Gon – Eredin (przywódca Gonu)
- 2017: Overwatch – Balderich
- 2019: League of Legends – Mordekaiser

## Lektor telewizyjny
- 1996: ... I wjechał czołg
- 1997: Bezpieka 1944–1956
- 2001–2006: Komenda (TV4)
- 2002–2004: Chwila prawdy
- 2002: Z orłem w koronie
- 2004–2005: Kuchnia z Okrasą (TVP1)
- 2006: Dlaczego nie! (TVP2)
- 2008–2011: Polak Potrafi (TVN Turbo)
- 2008–2009: Był taki dzień (TVP1)
- 2008: Świadomy przekaz. Telewizja czarna i biała (TVP1)
- 2009: Piękniejsza Polska (TVP2)

## Lektor radiowy
- 2019–? – lektor Radia Pogoda

## Koncerty
- 2013: V Koncert Niepodległości „Jubileuszowy”, 11 listopada 2013, Muzeum Powstania Warszawskiego – narrator[1]
- 2014: VI Koncert Niepodległości „Poland”, 11 listopada 2014, Muzeum Powstania Warszawskiego – narrator[2]
- 2017: III Koncert Niepodległości Trzeciego Maja, 3 maja 2017, Zamek Królewski w Warszawie – narrator[3]

## Teatr
- Teatr Współczesny we Wrocławiu (1983–1985)
- Teatr Wybrzeże w Gdańsku (1985–1996)
- Teatr Współczesny w Warszawie (1996–2001)
- Teatr Narodowy w Warszawie (2001-)

## Nagrody
- Nagroda na FPFF w Gdyni Nagroda Wojewody Gdańskiego: 1989: Nocny gość